# Yatta!
 (avril 2019).
Yatta! est une chanson du groupe comique japonais Happa-tai. Yatta est un mot japonais signifiant « c'est fait ! », « je l'ai fait ! », « prêt ! » ou « d'accord ! ». Elle devint très populaire sur internet de par la distribution du clip vidéo et, dans les pays anglophones, d'une animation flash appelée « Irrational Exuberance ».
La chanson fut jouée pour la première fois sur l'émission de scène comique japonais Warau inu no bōken (笑う犬の冒険, « Aventures du chien riant »), où les rôles des membres de Happa-tai étaient joués par des comiques japonais célèbres dont Kiyotaka Nanbara (ja), Jun Nagura (ja), Taizo Harada (ja) et Ken Horiuchi (ja).
Le clip montre les membres du groupe chantant et dansant en ne portant que des slips recouverts d'une grande feuille verte. La chanson est d'un tempo rapide, de style pop motivant et positive imitant les hymnes officiels d'entreprises japonaises. La danse synchronisée et les poses exagérées parodient les boys band.
La scène comique est une réaction au moins en partie ironique des tentatives de la part du gouvernement japonais de rester optimiste face aux troubles économiques du pays. Elle met en scène des hommes appauvris au point de n'avoir qu'une feuille pour recouvrir leur sexe (quoiqu'ici les feuilles soient attachées aux slips), mais ayant encore irrationnellement confiance en leur succès futur. Elle fait la satire de beaucoup de stéréotypes de la culture japonaise, comme lors de l'interlude musical dans une rue pleine de pétales de sakuras.
Le 18 avril 2001, le single YATTA! est publié sous le label Pony Canyon au Japon. Il atteint la sixième position sur le hit-parade japonais et devient album triple platine en seulement quelques semaines.
Quoique la chanson fût humoristique, les internautes étrangers ayant vu le clip le croyaient souvent sérieux, probablement dû aux effets spéciaux et le style, particulièrement soignés. L'incompréhensibilité des paroles de ce clip en japonais augmenta probablement sa popularité.
La chanson et son clip sont devenus des private jokes disséminées sur beaucoup de sites web, comme ce fut le cas pour la phrase All your base are belong to us, et beaucoup de clips vidéo s'en sont inspirés.
Le groupe Happa-tai a joué YATTA! sur une émission de télévision américaine, Jimmy Kimmel Live. Le présentateur de l'émission, Jimmy Kimmel, s'est comparé à Ed Sullivan lors de la première représentation des Beatles aux États-Unis. En France, le vidéaste Antoine Daniel traite de cette vidéo dans son émission What The Cut du 7 décembre 2013 qui est dédiée aux vidéos japonaises.

Le clip, posté le 7 novembre 2005 soit quelques mois après la création de la plateforme, a été visionné plus de 8 millions de fois sur YouTube.